# Mowa znaków
Mowa znaków, język gestów lub indiański język migowy (ang. Indian Sign Language) – język migowy, którym posługiwali się Indianie różnych plemion, zamieszkujący Wielkie Równiny.
Język ten służył do porozumiewania się przy okazji polowań mimo różnic językowych pomiędzy plemionami. W roku 1885 język ten został opisany w wydanej pośmiertnie książce The Indian Sign Language napisanej przez kapitana amerykańskiej armii Williama P. Clarka (1845–1884).